# Julia Ivanova
Julia Viktorovna Ivanova (ryska: Юлия Викторовна Иванова), född den 5 december 1977 i Volgograd, Ryska SFSR, är en rysk före detta gymnast.
Hon tog OS-brons i rytmisk gymnastik för trupper i samband med de olympiska gymnastiktävlingarna 1996 i Atlanta.